# دیوید ممت
دیوید آلن مَمِت (به انگلیسی: David Alan Mamet) (زادهٔ ۳۰ نوامبرِ ۱۹۴۷) نمایشنامه‌نویس، فیلم‌نامه‌نویس و کارگردان آمریکایی است. ممت به معبد خدایان نمایش‌نامه‌نویس این قرن تعلق دارد؛ هیچ نمایشنامه‌نویس آمریکایی دیگری، جز «تنسی ویلیامز»، با این وسعت به جلو نرفته‌است. او تجربه شخصی خودش را پیرامون روابط معلول خانوادگی و جهان جنایت زیرزمینی آمریکایی می‌نویسد تا بتواند درام‌های بسیاری خلق کند. دیوید ممت ۲۲ نمایشنامه، شش مجموعه مقاله، دو رمان و ۱۴ فیلمنامه، که پنج فیلمنامه را خودش کارگردانی کرده بود- نگاشته‌است.
جان لار او را مردی کوچک ولی با ساختاری مقتدر یافته‌است، که جدیتی را به شکل ثابت و مشخص تحمیل می‌کند، تا جایی که «اد کورن» به او نشان «ممت مستحکم» را می‌دهد.

## زندگی
دیوید ممت متولّدِ ۳۰ نوامبرِ ۱۹۴۷ است و در محلّهٔ یهودی‌های جنوبِ شیکاگو، چند بلوک دورتر از دریاچهٔ می‌شیگان، بزرگ شده‌است. فرزند «لئونور (لی)» و موریس «برنی» ممت، دو روشنفکر، از نسل‌اول‌های مترقی و متحرک آمریکایی، که خانواده آنها یهودی‌های اشکنازی از روسیه و لهستان بودند که در سال ۱۹۲۰ به شیکاگو مهاجرت کرده بودند. پدرش، وکیل کارگردان و مادرش، معلم مدرسه بود. در ۱۹۵۸، پدر و مادر ممت از هم جدا شدند و پس از آن وی و خواهرش «لین» با مادرشان و ناپدری شان زندگی کردند. دیوید تا زمان طلاق پدر و مادرش در مدارس دولتی جنوب تحصیل کرد. خیلی زود دیوید به شیکاگو به نزد پدرش رفت. او در «دبیرستان فرانسیس دبلیو پارکر» شیکاگو تعلیم یافت و در دانشگاه گودارد واقع در ورمانت به تحصیلش ادامه داد و در سال ۱۹۶۹ از آنجا فارغ‌التحصیل شد؛ او سال اول را حذف کرد تا بتواند در کلاس‌های بازیگری «سنفورد مایسنر»، در نیویورک شرکت کند. در ۱۹۷۱، ممت شروع به تدریس بازیگری در «دانشگاه گدار» کرد. یکی از صمیمی‌ترین دوستانش، «ویلیام. اچ. میسی» یکی از شاگردانش بود. در ۱۹۷۲ ممت شرکت «سنت نیکولاس» را با «میسی» راه‌اندازی کرد و یک سال بعد شرکت را به شهر شیکاگو منتقل کرد. اولین شاهکارش را با عنوان، «بوفالوی آمریکایی» را در سال ۱۹۷۷ تهیه کرد. استفاده مینیمال ممت از زبان، کلید اصلی نمایشنامه‌هایش است؛ او از عبارت‌بندی موجز، انقطاع‌ها، مکث‌ها، توقف‌های میان‌جمله‌ای و شتاب ناگهانی در بیرون‌ریزی خصوصیات شخصیت، در متونش استفاده می‌کند. با اینکه ممت همیشه در دید هنری‌اش نگاهی فراگیر و گسترده داشته‌است، اما بعضی وقت‌ها او خود را در قالب یک انسان محافظه‌کار و ترسوی کنترل‌کننده نیز نشان می‌دهد. در سال ۱۹۷۶، ممت به نیویورک نقل مکان نمود. اولین فیلمی که ممت نویسندگی‌اش را کرد «مرد پستچی همیشه دوبار زنگ می‌زند» ساخت سال (۱۹۸۱) بود. ممت در سال ۱۹۹۰ با هنرپیشهٔ زنی به نام لیندسی کرویس ازدواج کرد و تا سال ۱۹۹۷ با یکدیگر زندگی کردند و دارای دو فرزند به نام‌های ویلا و زوسیا هستند؛ که این دوره بخشی از آریستوکراسی تئاتری نیویورک بود. او نمایشنامه‌نویسی‌اش را با نوشتن فیلمنامه‌ادامه داد. تمامی فیلمنامه‌های مامیت و بیشتر نمایشنامه‌های اصلی‌اش دربارهٔ خیانت و فاش کردن اسرار است؛ بسیاری از آنها حول موضوعی علیه هنرمندان می‌چرخند. سه مورد از فیلم‌های او «لبه»، «سگ را بجنبان» و «زندانی اسپانیایی» که همچنین خودش نیز کارگردانی کرده‌است نشان از همین دارند. ممت با همسر دومش «ربکا پیدئون» که به نظر او را آرام کرد، به همراه فرزندانش مدت‌ها در ورمانت زندگی می‌کرده‌اند. ممت از سال ۱۹۹۱ تاکنون در نیوانگلند زندگی می‌کند.

## جوایز
مامیت موفق به دریافت جایزه پولیتزر برای نویسندگی نمایشنامهٔ گلن‌گری گلن راس (۱۹۸۲) (به انگلیسی: Glengarry Glen Ross) و فیلمنامهٔ فیلم سرعت شخم‌زدن (۱۹۸۸) (به انگلیسی: Speed-the-Plow) شده‌است.

## آثار

### نمایشنامه‌ها
برخی از آنها به فارسی ترجمه شده‌است
- «دریاچه‌پیما»
- «زندگی در تئاتر»
- «انحراف جنسی در شیکاگو»
- «سریع شخم بزن»
- «گلن‌گری گلن راس» (برنده جایزه پولیتزر)
- «نوشته رمزی»
- «بوفالوی آمریکایی»
- «اولئانا»
- «جولی»
- «گاه دلتنگی»

### فیلم‌نامه‌ها
- «لمس‌ناپذیر»
- «هیئت منصفه»
- «پستچی همیشه دوبار زنگ می‌زند»
- «خانه بازی‌ها»

### سایر آثار
او نویسندهٔ چندین کتاب از جمله در کارگردانی فیلم (۱۹۹۲) و سه کاربرد چاقو (۱۹۹۶) است. همچنین وی نویسنده فیلم سینمایی لبه محصول سال ۱۹۹۷ به کارگردانی لی تاماهوری می‌باشد.